# Emma Isler
Emma Isler (* 3. November 1816 als Emma Meyer in Dessau; † 22. Juni 1886 in Hamburg) gehörte zu den Gründerinnen der Hochschule für das weibliche Geschlecht.

## Leben und Wirken
Emma Meyer war die jüngste Tochter des Kaufmanns Berend Meyer (1764–1851) und Friederike Schwabe (1788–1851), die der Vater in zweiter Ehe geheiratet hatte. In Dessau lernte sie bei einem Hauslehrer Lesen und Schreiben und erhielt ab dem siebten Lebensjahr eine nahezu zehnjährige Ausbildung bei Mamsell Stötzer. In dieser Schule erhielten Töchter von Adligen und Reichen und wenige Jüdinnen Unterricht und wurden zu selbstständigem und kritischem Denken angehalten. Emma Isler gehörte somit zu den ersten Generationen von Frauen jüdischen Glaubens mit einer deutschen Schulbildung.
Gemeinsam mit den Eltern ging Emma Meyer 1834 nach Hamburg. Dort hatten die Brüder Ludwig, Siegmund, Moritz und Ferdinand Arbeit als Bankiers oder Unternehmer gefunden. Die Familie trat in den liberalen Tempelverein ein, der seinen Sitz am Alten Steinweg 42 hatte. 1839 heiratete Emma Meyer den Bibliothekar Meyer Isler. Damit bekam sie Zugang zu akademisch ausgebildeten Männern und Frauen. Das Ehepaar hatte eine 1840 geborene Tochter namens Sophie. Da Emma Isler in Dessau nur Französischunterricht erhalten hatte, erteilte Meyer Isler seiner Ehefrau kurz nach der Heirat Griechischunterricht und brachte ihr und der Tochter später Englisch bei.

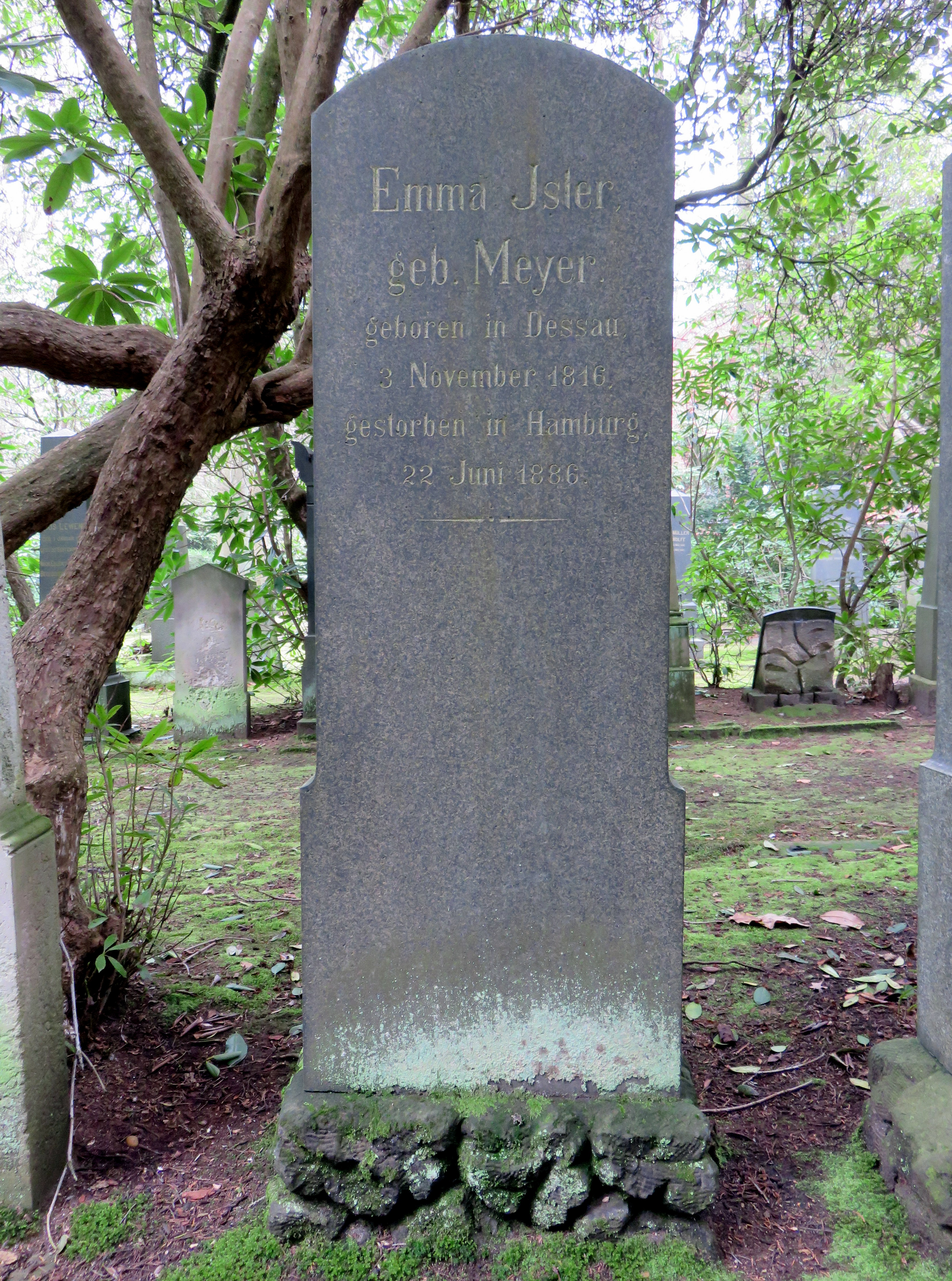
Grabstein Emma Isler,
Jüdischer Friedhof Ilandkoppel

Emma Isler interessierte sich für aktuelle politische und kulturelle Reformen und beschäftigte sich insbesondere mit der Emanzipation der Frauen. In ihrer Ehe legte sie Wert auf Gleichberechtigung und vermittelte dies auch ihrer Tochter. 1848 trat sie in den Sozialen Verein Hamburger Frauen zur Ausgleichung konfessioneller Unterschiede ein, in dem Frauen jüdischen und christlichen Glaubens einander näherkommen sollten. Dieser Verein schloss sich 1849 mit dem Ökumenischen Frauenverein zur Förderung freier christlicher Gemeinden und humaner Zwecke von Emilie Wüstenfeld zum Bildungsverein deutscher Frauen zusammen. Der Bildungsverein gründete ein Jahr später die Hochschule für das weibliche Geschlecht. Karl Friedrich Fröbel, der auf Wunsch der Frauen insbesondere die Ausbildung von Kindergärtnerinnen verbesserte sollte, leitete die Schule. Der Brief von 1849, mit dem der Verein einen Kontakt zu Fröbel aufbaute, stammte von Emma Isler.
Nachdem Mitgründerin Bertha Traun die Einrichtung verlassen und somit mögliche Sponsoren verunsichert hatte, musste die Hochschule 1852 schließen. Emma Isler stellte ihre Arbeit für den Verein ein, beschäftigte sich aber weiterhin mit Angelegenheiten der Frauenbildung. Dazu gehörten 1866 das Paulsenstift bei den Pumpen und die ein Jahr später eröffnete Gewerbeschule für Mädchen. Hierzu schrieb sie ihrer in Braunschweig lebenden Tochter, trat jedoch öffentlich nicht mehr in Erscheinung. Außerdem verfasste sie Briefe an Sophie Magnus, in denen sie ihre Ansichten zur Mädchenerziehung und Frauenbildung und Berufen darstellte. Diese sind heute im Institut für die Geschichte der deutschen Juden zu finden.
Emma Isler  wurde auf dem Jüdischen Friedhof Ilandkoppel in Hamburg-Ohlsdorf im Planquadrat B 12 beigesetzt.